# Jacob Gerard Hansen
Jacob Gerard (Job) Hansen (Groningen, 9 juni 1899 - aldaar, 25 december 1960) was een Nederlands kunstenaar en lid van de Groninger Kunstkring De Ploeg.

## Levensloop
Job Hansen was de enige zoon van Johannes Hansen en Aaltje Bouwkamp. Zijn vader was werkzaam als huisschilder en als vertegenwoordiger voor onder andere verffirma’s. Na de driejarige HBS voltooid te hebben, volgde hij onderwijs aan de Hogere Handelsschool in Groningen. In 1918 behaalde hij het einddiploma om vervolgens van 1918-1919 in Den Haag zijn militaire dienstplicht te vervullen. In 1920 werd hij correspondent buitenland bij de Maatschappij tot Exploitatie van Fijnhouthandel en Stoomzagerij in Amsterdam. In Amsterdam woonde hij op kamers in hetzelfde huis als Johan Dijkstra, die hij kende uit zijn HBS-tijd. Hij ontmoette daar ook de architect Evert van Linge en de schilder Jan Wiegers.
In 1920 keerde Hansen naar Groningen terug om korte tijd daarna als bouwkundig tekenaar in dienst te treden bij het architectenbureau van Evert van Linge. Job Hansen huwde Aaltje Annetta (Ali) de Vries in 1924. In 1927 vestigde hij zich als zelfstandig architect, maar hij bleef tot 1934 incidenteel met Van Linge samenwerken. Hij ontwierp woningen en verbouwingen. De meeste bouwkundige ontwerpen dateren van voor de Tweede Wereldoorlog. In 1953 ontwierp hij nog een woonblok aan de Radesingel te Groningen, zijn laatste grote opdracht. Job Hansen overleed op 25 december 1960 te Groningen.

## Hansen als architect

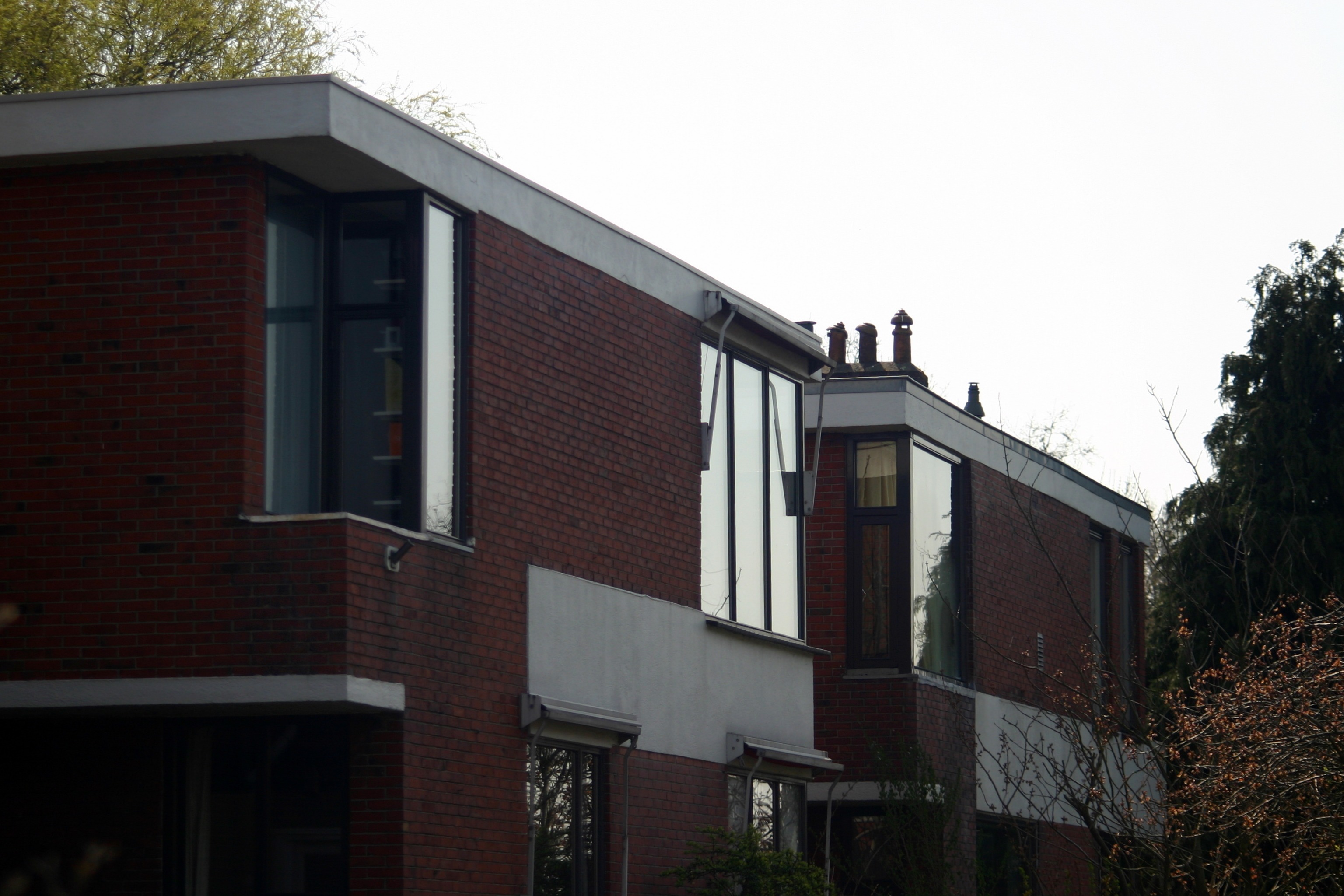
De door Hansen in 1927 ontworpen dubbele woningen aan de Roomburgerweg in Leiden.

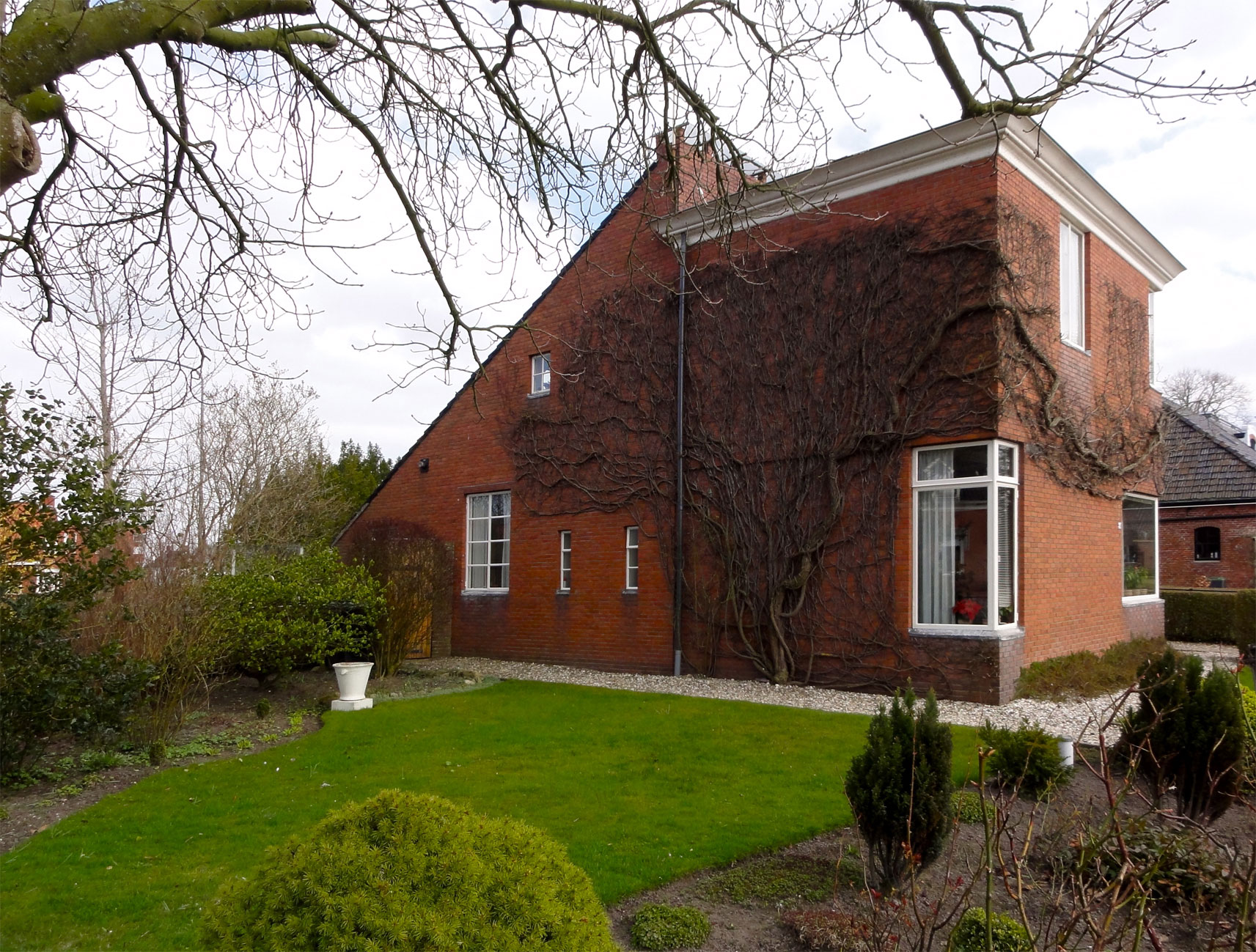
De door Hansen ontworpen atelierwoning voor Ekke Kleima in Warffum

Tijdens fietstochten in het noorden van Duitsland ontstonden schetsen van boerderijtypen. Deze markeren het begin van de belangstelling van Job Hansen voor architectuur. Hansen had veel belangstelling voor de opvattingen en de vormentaal van De Stijl. Het eerste ontwerp dat hij in dienst van het architectuurbureau Van Linge maakte was een glas-in-loodraam voor de firma Coppens in de Herestraat in Groningen. Het raam is verloren gegaan, maar het tekenontwerp is bewaard gebleven. Het raam bestond uit horizontaal en verticaal geplaatste rechthoekige vlakjes. In de centrale delen overheersen lichte kleurwaarden. Het was een typisch geometrisch ontwerp in de stijl van Theo van Doesburg en Vilmos Huszár.
Als zelfstandig architect startte hij met het ontwerp van twee dubbele woningen in Leiden. ‘Uit het ontwerp spreekt Hansens voorkeur voor de vormentaal van De Stijl: hoekramen, overstekende betonnen vloerplaten en horizontale, witgeschilderde betonbanden’ (Hofsteenge, 1993, 101). Hij ontwierp het huis van Ekke Abel Kleima in Warffum in 1930. In 1936 kreeg hij de ontwerpopdracht voor een bedrijfspand met woningen aan de Pelsterstraat in Groningen. Glas en kleur zijn typerend voor Hansens ontwerpen. Daarbij liet hij zich beïnvloeden door de theorieën van de expressionistische Duitse architecten Bruno Taut en Paul Scheerbart.

## Hansen en ‘De Ploeg’
Hansens uitgesproken belangstelling voor vernieuwende experimenten binnen de Groninger schilderkunst in de periode 1918-1927, bezorgde hem de uitnodiging de tekst te schrijven voor een catalogus van De Ploegtentoonstelling van januari 1923. Steenbruggen (1997, 14) typeert de tekst als ‘bondig, expressionistisch-poëtisch’. In oktober 1923 werd Hansen lid van De Ploeg. In 1925 bedankte hij voor het lidmaatschap uit onvrede met een tekst van Hermannus Wilhelmus Poort, die in dat jaar voorzitter van De Ploeg was geworden. In 1934 werd Hansen opnieuw lid, dit keer als kunstschilder. Tot 1941, toen de activiteiten van De Ploeg werden gestaakt, nam hij deel aan verschillende Ploegtentoonstellingen.
Binnen De Ploeg hield Hansen zich afzijdig van verenigingsactiviteiten, maar hij was wel zeer betrokken bij het artistieke proces. Hij werd onder andere als niet-schilder gevraagd voor de jury van de mei-tentoonstelling van De Ploeg in 1924.
Hansen onderhield sterke persoonlijke contacten met Jan Altink en vooral ook met Hendrik Werkman. Jan Altink nam hem mee op zijn schildertochten door het Groninger land. Toen in 1927 de werkzaamheden bij het architectenbureau Van Linge geringer werden (door de algemene economische malaise) begon Hansen te schilderen, aanvankelijk onder invloed van Jan Altink, maar al spoedig ontwikkelde hij een zeer persoonlijke stijl. Een losse penseelvoering en met benzine aangelengde olieverven resulteerden in schilderijen met een impressionistisch transparante uitstraling. Hansen werd daarmee bij uitstek de schilder van het expressionistisch impressionisme: ‘De benzinereltechniek stelt hem in staat het penseel zonder enige belemmering, licht en vrij, over het paneel te laten gaan……De vlotte penseelvoering, de ijle kleuren en de beperkte definiëring van vormen geven deze schilderijen een vluchtig karakter en verlenen hen tevens een zekere mate van abstractie. Persoonlijke verbeelding en typering van het landschap gaan in die gevallen hand in hand’ (Steenbruggen, 1997, 22).
Hoewel het werk van Hansen na de Tweede Wereldoorlog nog steeds aansloot op zijn experimenten uit de periode 1927-1941, was er toch sprake van accentverschuivingen. De schilderijen lieten nu een krachtiger kleurgebruik zien, naast een abstraherende beeldtaal en een uitgesproken expressieve verfbehandeling (Steenbruggen. 1997, 30). Als gereedschap gebruikte hij niet alleen het penseel of het paletmes, maar ook zijn vingers en handen. Zijn werk evolueerde tot een figuratief expressionisme, waarbij de visuele waarneming steeds het uitgangspunt was.
De vriendschap met Hendrik Werkman heeft veel voor Hansen betekent. Hij deelde diens belangstelling voor avantgardistische vernieuwingen en hij wist de baanbrekende initiatieven in de verschillende edities van ‘The Next Call’ naar waarde te schatten. Hij behoorde ook tot de eersten die de zogenaamde ‘druksels’ van Werkman kocht. Na de dood van Werkman in 1945 (omgebracht door de ‘Sicherheits Dienst’), bekommerde hij zich om de achtergebleven verwanten en ook om diens artistieke nalatenschap. Het laatste bracht hem in contact met Willem Sandberg, de directeur van het Stedelijk Museum in Amsterdam. Sandberg organiseerde de eerste overzichtstentoonstelling van het werk van Werkman.
Na de Tweede Wereldoorlog nam Hansen niet meer deel aan de activiteiten van De Ploeg, maar hij bleef wel een rol spelen in de Groninger kunstwereld.
In 1953 zorgde Sandberg voor een tentoonstelling van Hansens schilderijen in het Stedelijk Museum. Ook Jos W. de Gruyter, sinds 1955 directeur van het Groninger Museum onderkende de betekenis van Hansens werk. Vijf schilderijen van Hansen uit de jaren 50 werden door hem geselecteerd voor de tentoonstelling ’35 jaar Moderne Kunst in Groningen’ in 1955.
In 1960 verwierf Hansen een eervolle vermelding voor zijn inzending voor de Premio Marzotto, de prijs voor de schilderkunst van de Europese Gemeenschap.
- Biografisch Portaal: 83228222
- Gemeinsame Normdatei: 118934104
- International Standard Name Identifier: 0000 0000 6676 053X
- Library of Congress Control Number: n90644531
- Nederlandse Thesaurus van Auteursnamen: 071110992
- RKD-Nederlands Instituut voor Kunstgeschiedenis: 35882
- Système universitaire de documentation: 084429321
- Union List of Artist Names: 500033537
- Virtual International Authority File: 27870632
- WorldCat: E39PBJycV3b8FkyMyWffyHFBT3